# Championnat de Chine de football
Pour les articles homonymes, voir CSL.
La Chinese Super League (en chinois : 中超联赛), abrégé CSL, créée en 1951 et devenue professionnelle en 1994, est le championnat de première division de football en Chine. Il est composé de 16 équipes.

## Histoire
En 2004, le championnat entame une nouvelle phase  et est renommé Chinese Super League.
Depuis 2010, le championnat est dominé par le club de Guangzhou Evergrande, qui est d'ailleurs le seul club à avoir remporté 7 championnats d'affilée (avant que le Shanghai SIPG ne remporte le championnat en 2018). Le championnat s'est développé depuis l'arrivée au pouvoir national du président Xi Jinping, qui veut promouvoir le football dans le pays. Les clubs ont ainsi multiplié les achats de joueurs étrangers depuis cette date. Le club phare du championnat, le Guangzhou Evergrande, a d'ailleurs remporté la Ligue des champions asiatique à deux reprises (2013, 2015). Malgré l'évolution des règles concernant les joueurs étrangers dans chaque équipe et la limitation du nombre de joueurs extra-communautaires dans chaque équipe (une équipe ne pouvant compter que 4 joueurs étrangers dans son effectif et 3 au coup d'envoi), les meilleurs joueurs de la plupart des équipes sont étrangers et, souvent, brésiliens.
Cependant, le point faible du championnat et du football chinois en général est le nombre élevé de scandales de corruption. De plus, le fait que les clubs soient tous possédés par des entreprises entraînent la tombée de ces derniers en cas de coulée des entreprises qui les gèrent. 
Les 4 uniques clubs à n'avoir jamais été relégués depuis la création du championnat sont le Tianjin TEDA, le Beijing Guoan, le Shandong Luneng et le Shanghai Shenhua.

## Palmarès

### Championnat amateur (1951-1993)
- 1951 : North East China
- 1952 : pas de championnat
- 1953 : 1er Août
- 1954 : North East China
- 1955 : Central Sports Institute
- 1956 : Beijing Youth B
- 1957 : Pékin
- 1958 : Pékin
- 1959 : pas de championnat
- 1960 : Tianjin
- 1961 : Shanghai
- 1962 : Shanghai
- 1963 : Beijing Youth
- 1964 : Beijing Sports Institute
- 1965 : Jilin
- 1966 : championnat non terminé

Pas de championnat de 1967 à 1972
- 1973 : Pékin
- 1974 : 1er Août
- 1975 :	pas de championnat
- 1976 : championnat non terminé
- 1977 : 1er Août
- 1978 : Liaoning FC
- 1979 : Guangdong
- 1980 : Tianjin
- 1981 : 1er Août
- 1982 : Pékin
- 1983 : Tianjin et Guangdong
- 1984 : Pékin
- 1985 : Liaoning
- 1986 : 1er Août
- 1987 : Liaoning
- 1988 : Liaoning
- 1989 : China B
- 1990 : Liaoning
- 1991 : Liaoning
- 1992 : Liaoning
- 1993 : Liaoning

### Championnat professionnel (depuis 1994)
| Saison | Champion                | Vice-champion              |
| ------ | ----------------------- | -------------------------- |
| 1994   | Dalian Shide            | Guangzhou Apollo           |
| 1995   | Shanghai Shenhua        | Beijing Guoan              |
| 1996   | Dalian Shide            | Shanghai Shenhua           |
| 1997   | Dalian Shide            | Shanghai Shenhua           |
| 1998   | Dalian Shide            | Shanghai Shenhua           |
| 1999   | Shandong Luneng Taishan | Liaoning Fushun            |
| 2000   | Dalian Shide            | Shanghai Shenhua           |
| 2001   | Dalian Shide            | Shanghai Shenhua           |
| 2002   | Dalian Shide            | Shenzhen Ping'an Insurance |
| 2003   | Titre non attribué      | Shanghai International     |
| 2004   | Shenzhen Jianlibao      | Shandong Luneng Taishan    |
| 2005   | Dalian Shide            | Shanghai Shenhua           |
| 2006   | Shandong Luneng Taishan | Shanghai Shenhua           |
| 2007   | Changchun Yatai         | Beijing Guoan              |
| 2008   | Shandong Luneng Taishan | Shanghai Shenhua           |
| 2009   | Beijing Guoan           | Changchun Yatai            |
| 2010   | Shandong Luneng Taishan | Tianjin TEDA               |
| 2011   | Guangzhou Evergrande    | Beijing Guoan              |
| 2012   | Guangzhou Evergrande    | Jiangsu Sainty             |
| 2013   | Guangzhou Evergrande    | Shandong Luneng Taishan    |
| 2014   | Guangzhou Evergrande    | Beijing Guoan              |
| 2015   | Guangzhou Evergrande    | Shanghai SIPG              |
| 2016   | Guangzhou Evergrande    | Jiangsu Suning             |
| 2017   | Guangzhou Evergrande    | Shanghai SIPG              |
| 2018   | Shanghai SIPG           | Guangzhou Evergrande       |
| 2019   | Guangzhou Evergrande    | Beijing Guoan              |
| 2020   | Jiangsu Suning          | Guangzhou Evergrande       |
| 2021   | Shandong Taishan        | Shanghai Port              |
| 2022   | Wuhan Three Towns       | Shandong Taishan           |
| 2023   | Shanghai Port           | Shandong Taishan           |
| 2024   | Shanghai Port           | Shanghai Shenhua           |

## Bilan par club (depuis 1994)
| Titre(s) | Club                    | Saison                                         |
| -------- | ----------------------- | ---------------------------------------------- |
| 8        | Dalian Shide            | 1994, 1996, 1997, 1998, 2000, 2001, 2002, 2005 |
| 8        | Guangzhou Evergrande    | 2011, 2012, 2013, 2014, 2015, 2016, 2017, 2019 |
| 5        | Shandong Luneng Taishan | 1999, 2006, 2008, 2010, 2021                   |
| 3        | Shanghai Port           | 2018, 2023, 2024                               |
| 1        | Beijing Guoan           | 2009                                           |
| 1        | Changchun Yatai         | 2007                                           |
| 1        | Shenzhen Jianlibao      | 2004                                           |
| 1        | Shanghai Shenhua        | 1995                                           |
| 1        | Jiangsu Suning          | 2020                                           |
| 1        | Wuhan Three Towns       | 2022                                           |

## Meilleurs buteurs de l'année (Souliers d'or depuis 2004)
Ci-après la liste des meilleurs buteurs de l'année calendaire depuis 2004. Cette récompense est appelée Golden Boot Award.
| Année | Joueur                     | Club                                                  | Buts |
| ----- | -------------------------- | ----------------------------------------------------- | ---- |
| 2004  | Kwame Ayew                 | Inter Shanghai                                        | 17   |
| 2005  | Branko Jelić               | Beijing Guoan                                         | 21   |
| 2006  | Li Jinyu                   | Shandong Luneng Taishan                               | 26   |
| 2007  | Li Jinyu                   | Shandong Luneng Taishan                               | 15   |
| 2008  | Éber Luís                  | Tianjin TEDA                                          | 14   |
| 2009  | Hernán Barcos Luis Ramírez | Shenzhen Asia Travel / Shanghai Shenhua Guangzhou GPC | 17   |
| 2010  | Duvier Riascos             | Shanghai Shenhua                                      | 20   |
| 2011  | Muriqui                    | Guangzhou Evergrande                                  | 16   |
| 2012  | Cristian Dănălache         | Jiangsu Sainty                                        | 23   |
| 2013  | Elkeson                    | Guangzhou Evergrande                                  | 24   |
| 2014  | Elkeson                    | Guangzhou Evergrande                                  | 28   |
| 2015  | Aloísio                    | Shandong Luneng Taishan                               | 22   |
| 2016  | Ricardo Goulart            | Guangzhou Evergrande                                  | 19   |
| 2017  | Eran Zahavi                | Guangzhou R&F                                         | 27   |
| 2018  | Wu Lei                     | Shanghai SIPG                                         | 27   |
| 2019  | Eran Zahavi                | Guangzhou R&F                                         | 29   |
| 2020  | Cédric Bakambu             | Beijing Guoan                                         | 14   |
| 2021  | Júnior Negrão              | Changchun Yatai                                       | 14   |
| 2022  | Marcão                     | Wuhan Three Towns                                     | 27   |
| 2023  | Léo Souza (en)             | Changchun Yatai / Zhejiang Professional               | 19   |
| 2024  | Wu Lei                     | Shanghai Port                                         | 34   |

## Meilleurs buteurs chinois de l'année (depuis 2011)
Ci-après la liste des meilleurs buteurs chinois de l'année depuis 2011.
| Année | Joueur      | Club                               | Buts |
| ----- | ----------- | ---------------------------------- | ---- |
| 2011  | Yu Hanchao  | Liaoning FC                        | 12   |
| 2012  | Wang Yongpo | Shandong Luneng Taishan            | 10   |
| 2013  | Wu Lei      | Shanghai East Asia                 | 15   |
| 2014  | Wu Lei      | Shanghai East Asia                 | 12   |
| 2015  | Wu Lei      | Shanghai SIPG                      | 14   |
| 2016  | Wu Lei      | Shanghai SIPG                      | 14   |
| 2017  | Wu Lei      | Shanghai SIPG                      | 20   |
| 2018  | Wu Lei      | Shanghai SIPG                      | 27   |
| 2019  | Elkeson     | Shanghai SIPG Guangzhou Evergrande | 18   |

## Joueurs de l'année (depuis 2004)
Ci-après la liste des joueurs de l'année depuis 2004. Cette récompense est appelée Most Valuable Player (MVP).
| Année | Joueur             | Club                 | Nationalité |
| ----- | ------------------ | -------------------- | ----------- |
| 2004  | Zhao Junzhe        | Liaoning Zhongyu     | Chine       |
| 2005  | Branko Jelić       | Beijing Guoan        | Serbie      |
| 2006  | Zheng Zhi          | Shandong Luneng      | Chine       |
| 2007  | Du Zhenyu          | Changchun Yatai      | Chine       |
| 2008  | Emil Martínez      | Shanghai Shenhua     | Honduras    |
| 2009  | Samuel Caballero   | Changchun Yatai      | Honduras    |
| 2010  | Duvier Riascos     | Shanghai Shenhua     | Colombie    |
| 2011  | Muriqui            | Guangzhou Evergrande | Brésil      |
| 2012  | Cristian Dănălache | Jiangsu Sainty       | Roumanie    |
| 2013  | Darío Conca        | Guangzhou Evergrande | Argentine   |
| 2014  | Elkeson            | Guangzhou Evergrande | Brésil      |
| 2015  | Ricardo Goulart    | Guangzhou Evergrande | Brésil      |
| 2016  | Ricardo Goulart    | Guangzhou Evergrande | Brésil      |
| 2017  | Eran Zahavi        | Guangzhou R&F        | Israël      |
| 2018  | Wu Lei             | Shanghai SIPG        | Chine       |
| 2019  | Paulinho           | Guangzhou Evergrande | Brésil      |

## Gardiens de l'année (depuis 2012)
Ci-après la liste des gardiens de l'année depuis 2012. Cette récompense est appelée Goalkeeper of the Year. En principe, seuls les portiers de nationalité chinoise sont admis dans le championnat de Chine.
| Année | Gardien      | Club                        | Nationalité |
| ----- | ------------ | --------------------------- | ----------- |
| 2012  | Deng Xiaofei | Jiangsu Sainty              | Chine       |
| 2013  | Zeng Cheng   | Guangzhou Evergrande        | Chine       |
| 2014  | Wang Dalei   | Shandong Luneng Taishan     | Chine       |
| 2015  | Zeng Cheng   | Guangzhou Evergrande Taobao | Chine       |
| 2016  | Zeng Cheng   | Guangzhou Evergrande Taobao | Chine       |
| 2017  | Yan Junling  | Shanghai SIPG               | Chine       |
| 2018  | Yan Junling  | Shanghai SIPG               | Chine       |
| 2019  | Yan Junling  | Shanghai SIPG               | Chine       |

## Entraîneurs de l'année (depuis 2004)
Ci-après la liste des entraîneurs de l'année depuis 2004. Cette récompense est appelée Manager of the Year.
| Année | Entraîneur          | Club                        | Résultat(s)                                                            | Nationalité |
| ----- | ------------------- | --------------------------- | ---------------------------------------------------------------------- | ----------- |
| 2004  | Zhu Guanghu         | Shenzhen Jianlibao          | Vainqueur du championnat                                               | Chine       |
| 2005  | Vladimir Petrović   | Dalian Shide                | Vainqueur du championnat; vainqueur de la Coupe de Chine               | Serbie      |
| 2006  | Ljubiša Tumbaković  | Shandong Luneng Taishan     | Vainqueur du championnat; vainqueur de la Coupe de Chine               | Serbie      |
| 2007  | Gao Hongbo          | Changchun Yatai             | Vainqueur du championnat                                               | Chine       |
| 2008  | Ljubiša Tumbaković  | Shandong Luneng Taishan     | Vainqueur du championnat                                               | Serbie      |
| 2009  | Tang Yaodong        | Henan Jianye                | 3e du championnat                                                      | Chine       |
| 2010  | Branko Ivanković    | Shandong Luneng Taishan     | Vainqueur du championnat                                               | Croatie     |
| 2011  | Ma Lin              | Liaoning Whowin             | 3e du championnat                                                      | Chine       |
| 2012  | Dragan Okuka        | Jiangsu Sainty              | 2e du championnat                                                      | Serbie      |
| 2013  | Marcello Lippi      | Guangzhou Evergrande        | Vainqueur du championnat; vainqueur de la Ligue des champions de l'AFC | Italie      |
| 2014  | Gregorio Manzano    | Beijing Guoan               | 2e du championnat                                                      | Espagne     |
| 2015  | Luiz Felipe Scolari | Guangzhou Evergrande Taobao | Vainqueur du championnat; vainqueur de la Ligue des champions de l'AFC | Brésil      |
| 2016  | Luiz Felipe Scolari | Guangzhou Evergrande Taobao | Vainqueur du championnat; vainqueur de la Ligue des champions de l'AFC | Brésil      |
| 2017  | Fabio Cannavaro     | Tianjin Quanjian            | 3e du championnat                                                      | Italie      |
| 2018  | Li Xiaopeng         | Shandong Luneng Taishan     | 3e du championnat                                                      | Chine       |
| 2019  | Li Xiaopeng         | Shandong Luneng Taishan     | Finaliste de la coupe                                                  | Chine       |

## Meilleurs jeunes joueurs de l'année (depuis 2004)

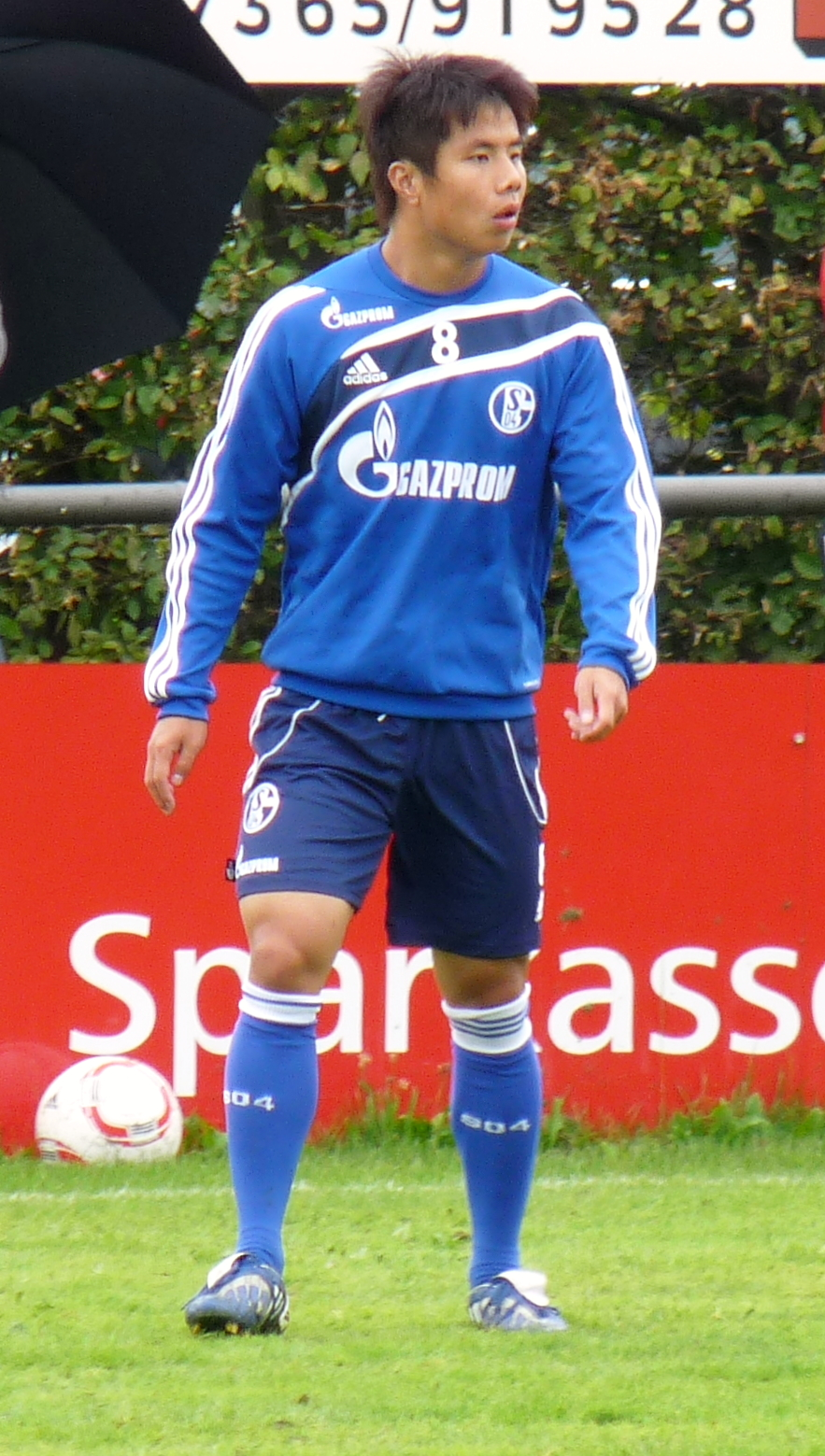
Le Chinois Hao Junmin remporte deux fois la récompense de meilleur jeune de l'année (2005, 2007).

Ci-après la liste des meilleurs jeunes joueurs de l'année depuis 2004. Cette récompense est appelée Youth Player of the Year.
| Année | Joueur         | Club                    |             |
| ----- | -------------- | ----------------------- | ----------- |
| 2004  | Chen Tao       | Shenyang Ginde          |             |
| 2005  | Hao Junmin     | Tianjin TEDA            |             |
| 2006  | Wang Dalei     | Shanghai Liancheng      |             |
| 2007  | Hao Junmin     | Tianjin TEDA            |             |
| 2008  | Huang Bowen    | Beijing Guoan           |             |
| 2009  | Deng Zhuoxiang | Jiangsu Saintyy         |             |
| 2010  | Zheng Zheng    | Shandong Luneng Taishan |             |
| 2011  | Song Wenjie    | Qingdao Jonoon          |             |
| 2012  | Zhang Xizhe    | Beijing Guoan           |             |
| 2013  | Jin Jingdao    | Shandong Luneng Taishan |             |
| 2014  | Liu Binbin     | Shandong Luneng Taishan |             |
| 2015  | Non décerné    | Non décerné             | Non décerné |
| 2016  | Li Xiaoming    | Henan Jianye            |             |
| 2017  | Hu Jinghang    | Henan Jianye            |             |
| 2018  | Huang Zichang  | Jiangsu Suning          |             |
| 2019  | Zhu Chenjie    | Shanghai Shenhua        |             |